# Felloderma
Il felloderma, in botanica, è un tessuto parenchimatico secondario di tipo tegumentale prodotto dal fellogeno (o cambio subero-fellodermico). Il felloderma (insieme a sughero e fellogeno) fa parte del periderma ed è la parte più interna di questo tessuto.